# Mayville (Dakota del Nord)
Mayville è un centro abitato (city) degli Stati Uniti d'America, situato nella Contea di Traill, nello Stato del Dakota del Nord. Nel censimento del 2000 la popolazione era di 1 953 abitanti. La città è stata fondata nel 1881.
Mayville è la località più abitata della contea, e a causa della vicinanza con Portland spesso l'area viene chiamata Mayville-Portland.

## Geografia fisica
Secondo i rilevamenti dell'United States Census Bureau, la località di Mayville si estende su una superficie di 4,20 km², tutti occupati da terre.

## Popolazione
Secondo il censimento del 2000, a Mayville vivevano 1 953 persone, ed erano presenti 417 gruppi familiari. La densità di popolazione era di 468 ab./km². Nel territorio comunale si trovavano 876 unità edificate. Per quanto riguarda la composizione etnica degli abitanti, il 97,49% era bianco, lo 0,26% era afroamericano, l'1,48% era nativo, lo 0,26% proveniva dall'Asia e lo 0,05% proveniva dall'Oceano Pacifico. Lo 0,31% apparteneva ad altre razze e lo 0,15% a due o più. La popolazione di ogni razza ispanica corrispondeva allo 0,46% degli abitanti.
Per quanto riguarda la suddivisione della popolazione in fasce d'età, il 17,8% era al di sotto dei 18, il 23,5% fra i 18 e i 24, il 18,3% fra i 25 e i 44, il 17,2% fra i 45 e i 64, mentre infine il 23,3% era al di sopra dei 65 anni di età. L'età media della popolazione era di 36 anni. Per ogni 100 donne residenti vivevano 93,2 maschi.